# Галицкий поход Лешека Белого
Галицкий поход Лешека Белого (1213) — попытка Лешека Белого прекратить боярское правление в Галиче после того, как венгерский король Андраш II отказался от попыток посадить в нём на княжение Даниила Романовича. К моменту описываемых событий Даниил с матерью уже переехал из Венгрии в Краков.

## История
Владислав оставил в Галиче гарнизон, а сам с галицкими и иностранными контингентами дал бой подходящим силам противника на р.Бобрке, но потерпел поражение. Тогда Лешек, не чувствуя в себе сил взять Галич, занялся разорением окрестностей Теребовля, Моклекова, Збыража, был взят Быковен.
Вскоре после этого Андраш предпринял поход на Лешека, после чего они заключили соглашение в Спиши, по которому галицким князем должен был стать королевич Коломан, поляки — получить Перемышль и Любачев, а Даниил — Волынь (1214).